# Айлін Хоо Лієм
Пані Айлін Естрелла Хоо Лієм (Aylin Estrella Joo Liem) — чилійська дипломатка. Надзвичайний і Повноважний Посол Чилі в Польщі (з 2022), в Україні (з 2023), Литві (з 2023) та Грузії за сумісництвом. 

## Життєпис
Айлін Хоо Лієм отримала ступінь з історії та естетики в Католицькому університеті. Закінчила Чилійську дипломатичну академію «Андрес Бельо». Також має ступінь магістра наук (SOAS) Лондонського університету, ступінь магістра міжнародних досліджень Чилійського університету та диплом європейських студій Левенського католицького університету (Бельгія).
Дипломатичну кар'єру розпочала в Міністерстві закордонних справ Чилі. За кордоном вона працювала Першим секретарем Посольства Чилі в Королівстві Бельгія, в Представництві Чилі при ЄС, у Посольстві Чилі у Франції, у представництві Чилі при ЮНЕСКО та була Генеральним консулом у Парижі.
У Чилі вона була заступником директора Міжнародного директорату безпеки людини, працювала керівником апарату Генерального директора з консульських питань та імміграції та заступником директора Антарктичного директорату (2013).
У 2018—2022 рр. — Генеральний консул Чилі в Чикаго, США (2018—2022)
З 30 березня 2022 року — Надзвичайний і Повноважний Посол Чилі в Польщі. 15 вересня вручила вірчі грамоти Президенту Польщі Анджею Дуді.
17 січня 2023 року — вручила копії вірчих грамот заступнику Міністра закордонних справ України Андрію Мельнику.
17 серпня 2023 року — вручила вірчі грамоти Президенту України Володимиру Зеленському